# Proteze
Proteze (předsouvání) se v lingvistice nazývá předsunutí hlásky před slovo beze změny významu, předsunutá hláska se pak nazývá protetická hláska. Opakem proteze je afereze, kdy je naopak počáteční hláska odstraněna. Proteze funguje pro lepší odlišení jednotlivých slov v proudu řeči, často hrála roli při formování slov dnešních jazyků z protojazyků. Takto vznikl francouzský esprit z lat. spiritus, v češtině např. jablko z praslovanského ablъko, polské wątroba z praslovanského ǫtroba. Protetické v- je typickým prvkem současné obecné češtiny (před náslovným o- – voko, vokno místo spisovného oko, okno), v některých středomoravských a jihozápadočeských dialektech se vyskytuje protetické h- (hale, halmara/harmara místo spisovného ale a obecněčeského almara). Zřídka se vyskytuje ještě protetické obalované l- a obouretné polosamohláskové u- (jež je někdy zapisováno jako w). Ve spisovné češtině plní funkci proteze zvuku ráz.

## Protetické V
V češtině je protetické V běžným fenomenem už minimálně od 14. století, kdy bylo doloženo například v Žaltáři Wittenberského (vovce). Kromě češtiny se objevila tato protetická hláska také v ukrajinštině, horní a dolní lužické srbštině nebo v běloruštině, nejméně se objevuje ve slovenštině.
Protetické V (vokno, voko, vopice, ...) bylo v minulých staletích v češtině tak běžné, že se dostávalo i do psaného jazyka. Například v 16. století bylo v psaném textu rozšířené. Naopak v dnešní době je spíše na ústupu. Tvary s V jsou považovány za nespisovné. Podle výzkumu lingvisty Jana Chromého z Ústavu českého jazyka a teorie komunikace Filozofické fakulty Univerzity Karlovy, který zkoumal[kdy?] situaci v pěti českých městech – v Praze, Plzni, Českých Budějovicích, v Brně a v Hradci Králové – tato protetická hláska ustupuje[kdy?] a užívají ji více starší než mladší generace.